# Terranets BW
Die Terranets BW GmbH (Eigenschreibweise terranets bw) mit Sitz in Stuttgart ist ein Fernleitungsnetzbetreiber für Gas mit einem Versorgungsgebiet, das Baden-Württemberg, Hessen sowie Teile der Schweiz, Vorarlberg und das Fürstentum Liechtenstein umfasst.
Neben dem Transport von Gas betreibt Terranets BW eine eigene Telekommunikationsinfrastruktur.
Terranets BW ist an zehn Standorten in Baden-Württemberg und Hessen vertreten und beschäftigt rund 350 Personen.

## Geschichte
Im Jahr 1961 wurde die Gasversorgung Süddeutschland GmbH (GVS) mit dem Anspruch gegründet, ein flächendeckendes Erdgas-Verbundsystem in Baden-Württemberg einzurichten. 2007 wurde der Netzbetrieb als Tochtergesellschaft GVS Netz des Gashandelsunternehmens GVS (Gasversorgung Süddeutschland) gegründet, um den gesetzlichen Entflechtungsanforderungen Rechnung zu tragen. GVS Netz war zunächst nur Betreiber des Fernleitungsnetzes und pachtete hierzu die für den Netzbetrieb erforderlichen technischen Einrichtungen von der GVS (so genanntes Pachtmodell). Da die verschärften Entflechtungsvorgaben des 3. EU-Binnenmarktpaketes und des novellierten Energiewirtschaftsgesetz (EnWG) spätestens im März 2012 umzusetzen waren, erfolgte eine weitere Umstrukturierung. Ab Juli 2011 war die GVS Netz ein Schwesterunternehmen der GVS, mit vollem Eigenbesitz des Gasnetzes.
Seit 1. März 2012 firmiert die GVS Netz unter dem Namen Terranets BW. Die Namensänderung besiegelt die Umwandlung zum so genannten „unabhängigen Transportnetzbetreiber“ (Independent Transmission Operator, ITO), der sich in Namen und Außenauftritt komplett von Handelsaktivitäten der GVS abgrenzt.
Seit August 2014 ist die EnBW alleiniger Gesellschafter von Terranets BW.
Im Dezember 2020 hat Terranets BW die Gesellschaft Gas Union Transport mit Sitz in Frankfurt am Main erworben und auf sich verschmolzen. Damit erweiterte Terranets BW sein Transportnetz bis nach Niedersachsen.

## Aktivitäten
Die Aufgabe aller deutschen Fernleitungsnetzbetreiber ist nach § 15 Abs. 1 EnWG durch den gesetzlichen Auftrag zur Gewährleistung der Versorgungssicherheit bestimmt. Die wichtigste Aufgabe von Terranets BW als unabhängiger Transportnetzbetreiber (Independent Transmission Operator, ITO) ist daher der diskriminierungsfreie Transport von Gas im rund 3.000 km langen Fernleitungsnetz. Viele Städte und Gemeinden in Baden-Württemberg und Hessen sowie Teile der Schweiz, Vorarlberg und das Fürstentum Liechtenstein sind heute an das Leitungsnetz von Terranets BW angebunden. Terranets BW ist Teil des Marktgebietes Trading Hub Euope und der Prisma European Capacity Platform.
Neben dem Transport von Gas betreibt Terranets BW eine eigene Telekommunikationsinfrastruktur. Das Glasfasernetz verläuft größtenteils in den gesicherten Schutzstreifen des Gastransportnetzes. Dadurch wird eine hohe Betriebssicherheit des Telekommunikationsnetzes gewährleistet.

### Gastransport
Das Gastransportnetz der Gesellschaft konzentriert sich auf Baden-Württemberg und Hessen. Es sind 16 Netzkopplungspunkte zu anderen Fernleitungsnetzbetreibern vorhanden.
Im Leitungsnetz sind zwei Verdichterstationen, im Raum Karlsruhe und im Raum Ulm, integriert. Seit 2015 betreibt Terranets BW einen Erdgasspeicher in Sandhausen. Der unterirdisch gelegene Speicher unterstützt die Versorgung des gesamten Fernleitungsnetzes in Baden-Württemberg. Mit den insgesamt vier Untertagespeichern im Netz können Versorgungsschwankungen (bspw. durch Temperaturunterschiede oder Nachfragespitzen zu bestimmten Tageszeitpunkten) ausgeglichen werden.
Aufgrund der stetig steigenden Nachfrage nach Gas investiert Terranets BW kontinuierlich in den Ausbau des Gastransportnetzes. Die Nordschwarzwaldleitung (NET) ist als erste, neu gebaute wasserstofftaugliche Leitung in Baden-Württemberg seit Ende 2022 in Betrieb.

#### Süddeutsche Erdgasleitung (SEL)
Die Süddeutsche Erdgasleitung (SEL), die auch für den Transport von Wasserstoff ausgelegt ist, soll nach Abschaltung der süddeutschen Kernkraftwerke und bei laufendem Kohleausstieg moderne Gaskraftwerke in Baden-Württemberg (siehe Kategorie:Gas- oder Ölkraftwerk in Baden-Württemberg) mit Erdgas versorgen, ab Anfang der 2030er Jahre auch mit H2. Sie wird auf 250 km Länge mit per Bahn angelieferten Europipe (Unternehmen)-Rohren mit 100 bis 120 cm Leitungsdurchmesser nebst Glasfasersträngen geplant und gebaut, in den Abschnitten:
- Lampertheim (Hessen) Gascade – Grenzhof (Heidelberg) K9709 (Bauvorbereitung)
- Heidelberg – Heilbronn Kirchhausen L1105 (Hohenloheleitung) (Bauvorbereitung)
- Heilbronn-Kirchhausen – Löchgau (Neckarenztalleitung) ist gebaut und in Betrieb
- Löchgau – Esslingen Aichschieß ist im Bau
- Esslingen – Erdgasstation Amerdingen Bayernets/Open Grid Europe (OGE) bei Zoltingen, Markt Bissingen (Bayern)  (Bau- und Betriebsgenehmigung liegt vor)

### Transport von Wasserstoff
Im April 2021 gründete Terranets BW die Initiative „Wasserstoff für Baden-Württemberg“. Mit der Initiative bietet Terranets BW Interessierten und Akteuren eine Plattform zur Information und zum Austausch über die Wasserstoff-Aktivitäten des Unternehmens. Basierend auf dem visionären Wasserstoffnetz der Fernleitungsnetzbetreiber entwickelt Terranets BW anhand von fünf Verbrauchsregionen den Weg hin zu einer Energieversorgung mit Wasserstoff. Bereits vorhandene Doppelstrukturen des Leitungsnetzes ermöglichen eine schnelle und effiziente Umstellung auf den Transport von Wasserstoff.

#### Netz
Das Netz der Gesellschaft konzentriert sich auf Baden-Württemberg und Hessen. Es sind 16 Netzkopplungspunkte zu anderen Fernleitungsnetzbetreibern vorhanden. Im Januar 2016 wurde das Neubauprojekt Nordschwarzwaldleitung symbolisch in Betrieb genommen. Das betriebene Fernleitungsnetz hat eine Gesamtlänge von rund 3.000 km und ist ausschließlich ein Hochdrucknetz mit Betriebsnenndrücken bis 80 bar (Stand 31. Dezember 2024).
Knapp 40 % des Netzes haben Nennweiten von 500 Millimeter oder größer.
Die Tabelle zeigt die Anteile der Rohrdurchmesserklassen am Gesamtnetz:
| Leitungsdurchmesserklasse              | Länge     | Anteil |
| -------------------------------------- | --------- | ------ |
| A (Nennweite DN: x ≥ 1000 mm)          | 0 km      | 0 %    |
| B (Nennweite DN: 700 mm ≤ x < 1000 mm) | 82,06 km  | 3,8 %  |
| C (Nennweite DN: 500 mm ≤ x < 700 mm)  | 724,35 km | 33,9 % |
| D (Nennweite DN: 350 mm ≤ x < 500 mm)  | 524,56 km | 24,5 % |
| E (Nennweite DN: 200 mm ≤ x < 350 mm)  | 729,33 km | 34,1 % |
| F (Nennweite DN: 100 mm ≤ x < 200 mm)  | 76,18 km  | 3,6 %  |
| G (Nennweite DN: x < 100 mm)           | 0,97 km   | 0,5 %  |
| Gesamt                                 | 2137 km   | 100 %  |

#### Angrenzende deutsche Fernleitungsnetzbetreiber
Das Netz von Terranets BW grenzt an folgende Fernleitungsnetzbetreiber:
- Open Grid Europe
- Gascade
- Fluxys
- bayernets

### Telekommunikation
Terranets BW betreibt zudem ein Telekommunikationsnetz. Die Kommunikationsinfrastruktur dient der Überwachung und Steuerung des eigenen Gastransportnetzes. Das Telekommunikationsnetz liegt im gesicherten Schutzstreifen der Gasleitungen und ermöglicht die kontinuierliche Überwachung des Gastransportes.
Die Kommunikationsinfrastruktur wird zudem auch Kunden zur Verfügung gestellt. Die Kombination aus der eingesetzten Glasfasertechnologie und dem Betrieb im Schutzstreifen der Gaspipelines gewährleistet eine hohe Betriebssicherheit des gesamten Telekommunikationsnetzes.

## Mitgliedschaften
Terranets BW ist Mitglied im Verband Europäischer Fernleitungsnetzbetreiber für Gas (ENTSO-G) und im Bundesverband der Energie- und Wasserwirtschaft (BDEW). Außerdem ist Terranets BW Gründungsmitglied der Vereinigung der Fernleitungsnetzbetreiber Gas (FNB Gas).